# Salem (Nebraska)
Salem é uma vila localizada no estado americano de Nebraska, no Condado de Richardson.

## Demografia
Segundo o censo americano de 2000, a sua população era de 138 habitantes.
Em 2006, foi estimada uma população de 123, um decréscimo de 15 (-10.9%).

## Geografia
De acordo com o United States Census Bureau, a localidade tem uma área de 1,6 km², sem área coberta por água. Salem localiza-se a aproximadamente 278 m acima do nível do mar.

## Localidades na vizinhança
O diagrama seguinte representa as localidades num raio de 20 km ao redor de Salem.